# Dale Allen Pfeiffer
Dale Allen Pfeiffer est un géologue, un activiste anarchiste  et un écrivain  du Michigan, qui s'est particulièrement intéressé aux questions de crises énergétiques et de guerres malthusiennes.

## Activités
Dale Allen Pfeiffer est membre des Industrial Workers of the World. En 1999, il a organisé une grève de la faim pour que soient apportés des soins médicaux à Leonard Peltier.
Entre 2001 et 2005, il écrivit des articles sur la crise énergétique pour le site From the Wilderness. Il est l'auteur de Eating Fossil Fuels (« Manger des carburants fossiles »), un essai souvent cité concernant le pic pétrolier et les  productions alimentaires, qui fut élargi en livre en  2006.
Une analyse soignée l'amène à penser que la crise énergétique aura un impact majeur sur le système socio-économique qu'un recours aux énergies renouvelables ne suffira pas à soulager. Une modélisation mathématique lui permet de démontrer qu'il ne sera pas possible de maintenir nos niveaux actuels de consommation sans l'accès à des énergies fossiles abondantes et bon marché. Il en déduit qu'on doit réduire la consommation, abandonner les modèles globaux, et revenir à des économies locales ne se reposant pas sur les gouvernements.
En 2007, il a cessé d'écrire des ouvrages théoriques, et n'écrit plus que des œuvres de fiction sous le nom de plume PD Allen.

## Publications
- Eating Fossil Fuels : Oil, Food And the Coming Crisis in Agriculture (2006), New Society Publishers
- Blood Moon (Tales of da Yoopernatural, #1) (2009)
- The End of the Oil Age (2004)
- Afraid of the Dark; Tales of da Yoopernatural, Volume 3 (2010)
- The Secret Life of Trees (Tales of da Yoopernatural, Volume 2) (2010)
- The Eighth Tier (2003)
- Giants in Their Steps (2010)

### Articles
- Nous mangeons du pétrole, traduction Dominique Larchey-Wendling, The Wilderness Publications, 2004, lire en ligne.
- (en) Peak Oil and the working class, The anarchist library, 2005, lire en ligne.
- (en) The Nature of Action, Spunk library, 2008, lire en ligne.